# Yishun Stadium
Das Yishun Stadium ist ein Mehrzweckstadion in Singapur.
Das Stadion in der Yishun Avenue hat ein Fassungsvermögen von 3400 Personen.
Das Stadion wurde hauptsächlich für Spiele der Singapore Premier League genutzt. Es war die Heimspielstätte der ausländischen Ligateilnehmer von Sporting Afrique FC, Super Reds, Beijing Guoan Talent Singapore FC und Harimau Muda A sowie der singapurischen Erstligisten Sembawang Rangers FC und Lion City Sailors.